# Вараб
Вараб (енгл. Warrap и арап. واراب) је био један од четири вилајета у регији Бахр ел Газал у Јужном Судану, а након 2011. и независности Јужног Судана држава.
Вараб је престао да постоји 2015, када је Јужни Судан подељен на 28 нових држава.

## Одлике
Налазио се у централном делу регије Бахр ел Газал. Захватао је површину од 31.027 км², на којој је живело око 638.002 становника. Просечна густина насељености била је 21 стан./км². Главни град Вараба био је Квајок.

## Подела
Вараб је био подељен на седам округа:
- Западни Гогријал
- Источни Гогријал
- Северни Тонџ
- Источни Тонџ
- Западни Твик
- Твик